# Internationales Bibelquiz

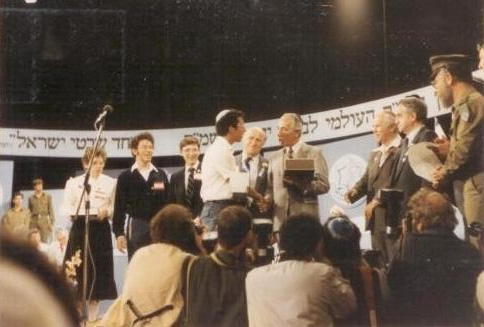
Ministerpräsident Schimon Peres beglückwünscht den Preisträger der Jugendkategorie des Bibelquiz am Unabhängigkeitstag 1985

Das Internationale Bibelquiz (hebräisch חידון התנ"ך Chidon HaTanach) ist ein weltweiter Tanach-Wettkampf für High-School-Studenten, der jährlich am Jom haAtzma’ut (Tag der Unabhängigkeit) in Jerusalem in Israel stattfindet. Im Laufe der Jahre hat der Wettbewerb verschiedene Modifikationen in Sachen der Teilnahme (Jugendliche, Erwachsene, national, international usw.) erfahren.

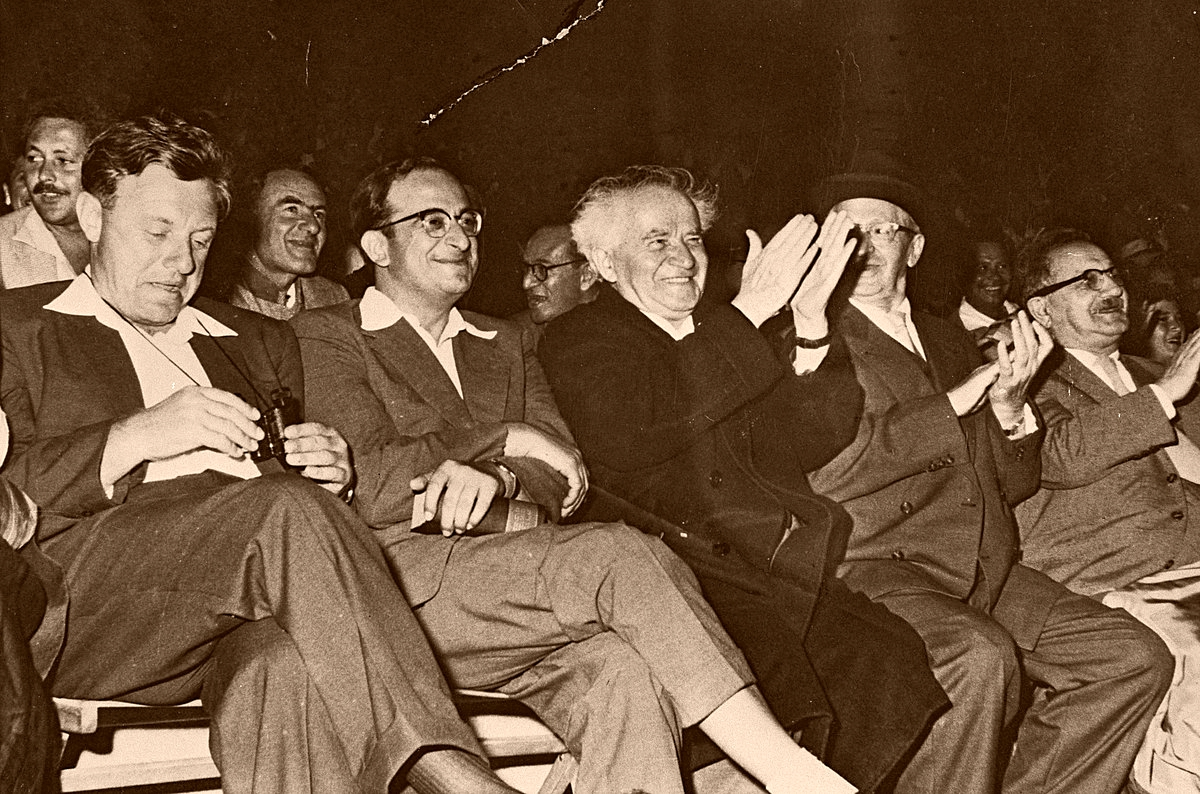
Ministerpräsident David Ben-Gurion mit seinem Sekretär Jitzchak Nawon und Teddy Kollek (l.) Präsident Jizchak Ben Zwi und Knesset-Sprecher Yosef Sprinzak (r.) als Zuschauer beim ersten Bibel-Quiz 1958

Der Wettbewerb wurde vom israelischen Ministerpräsidenten David Ben-Gurion gegründet, der erste Bibel-Wettbewerb fand 1958 zur Zehnjahresfeier der Unabhängigkeit Israels statt. Da die Veranstaltung offiziell von der israelischen Regierung gesponsert wird, wird sie in der Regel vom Ministerpräsidenten und dem Bildungsminister besucht.
Der Gewinner des Internationalen Bibel-Wettbewerbs gewinnt ein vierjähriges College-Stipendium an der Bar-Ilan-Universität in Tel Aviv, während der Zweitplatzierte und der Gewinner des Wettbewerbs der Diaspora ein Stipendium für das Mechon Lev (d. h. das Jerusalem College of Technology) gewinnt. Da ihn in der Regel Israelis gewinnen, gibt es einen separaten Diaspora-Wettbewerb, für die besten Nichtisraelis. Die Woche vor und nach dem Wettbewerb haben die Teilnehmer ein festgelegtes Programm, das als Bibel Camp (bzw. Tanach Camp) bekannt ist. Während des Bibel Camps reisen Teilnehmer in ganz Israel umher und treffen Würdenträger, besichtigen verschiedene Stätten, nehmen an verschiedenen Gadna-Programmen (hebr. גדנ"ע, d. h. (para)militärischen Programmen für Jugendliche) teil, und studieren natürlich den Tanach.

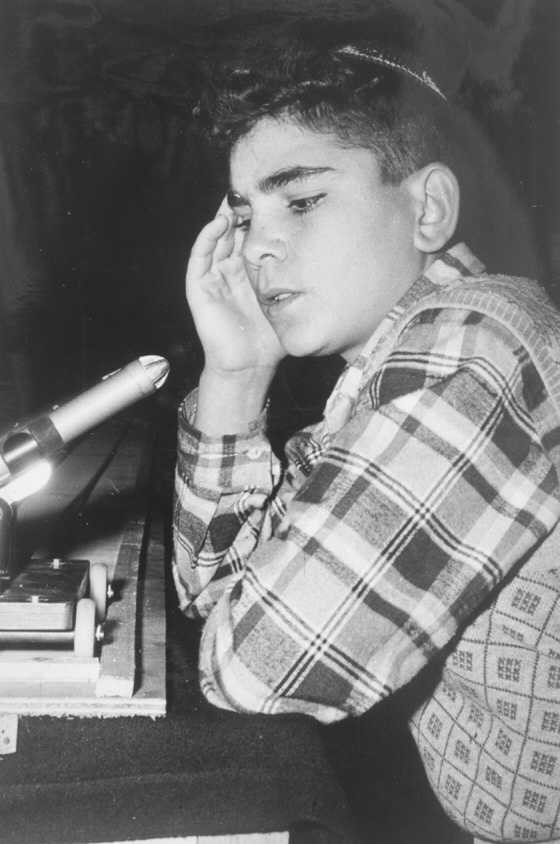
Der dreizehnjährige Schim’on Schitrit, Gewinner des Internationalen Bibel-Wettbewerbs im Jahr 1959

Das internationale Quiz wird veranstaltet vom Bildungs- und Jugend-Corps (Hel HaHinuh VeHaNo'ar) der israelischen Armee, in Zusammenarbeit mit dem Bildungsministerium, der Jewish Agency, dem Jüdischen Nationalfonds, der Zionistischen Weltorganisation und anderen Organisationen. Preisrichter und Mitglieder des Präsidiums werden als Vertreter dieser Organisationen ernannt.
Das Quiz wird im Ersten Fernsehprogramm des Landes live übertragen.
Neben dem großen Internationalen Wettbewerb in Israel finden auch viele nationale Wettbewerbe statt, so z. B. in den Vereinigten Staaten oder Australien.
Der erste Gewinner des Wettbewerbs im Jahr 1958 war Amos Hakham (1921–2012).
Das Bibel-Quiz wurde auch zu einem Gegenstand der Satire. In seinem ehemaligen Format als internationaler Wettbewerb für Erwachsene hat es Arik Einstein und Uri Zohar zu einem berühmten Sketch inspiriert, der Anfang der 1970er Jahre im Unterhaltungsprogramm ausgestrahlt wurde.
Im Jahr 2010 hatte Avner Netanyahu, der jüngste Sohn von Premierminister Benjamin Netanjahu, den 3. Platz beim Wettbewerb erreicht.

## Videos
- 2015 חידון התנ''ך העולמי לנוער יהודי (Übertragung des Bibelwettbewerbs 2015, moderiert von Avshalom Kor)
- Übertragung des Bibelwettbewerbs 2016